# Église de l'Assomption de Sedlec
Pour les articles homonymes, voir Église de l'Assomption.
L’église de l’Assomption de Sedlec (chrám Nanebevzetí Panny Marie en tchèque), parfois qualifiée de « cathédrale » en raison de ses importantes dimensions, est fondée en 1280, par l’ordre cistercien, et terminée quarante ans plus tard, en 1320. Elle fait alors partie d’un monastère. C’est le premier exemple d’architecture gothique en Bohême et la plus grande structure religieuse du pays, jusqu’à la construction de la cathédrale Saint-Guy de Prague qui s’étale entre 1344 et 1929. Elle est sur la liste du patrimoine mondial de l’UNESCO depuis 1995 avec le centre historique de la ville.
En 1421, Sedlec est attaquée par l’armée hussite, le monastère est dévasté et l’abbatiale brûlée. Elle reste en ruine pendant près de trois-cents ans. Des restaurations sont entreprises entre 1700 et 1709 par Jan Blažej Santini-Aichel qui la reconstruit en style baroque gothique tout en préservant les parties gothiques d'origine qui pouvaient être restaurées. Une seconde restauration est entreprise en 2001.
L’ossuaire de Sedlec, autrefois attenant au monastère, est remarquable par sa décoration baroque faite d’os humains.